# Rapparino
Rapparino es una variedad cultivar de ciruelo (Prunus domestica subsp. insititia), de las denominadas ciruelas europeas.
Una variedad de ciruela muy antigua de parentales desconocidos, autóctona, muy reconocida en la región de Sicilia Italia. Las frutas tienen una talla de tamaño pequeño a mediano, de forma ovoidea, con la piel color amarillo verdoso a rojo púrpura cuando está completamente maduro, con una ligera capa de pruina blanquecina, y pulpa de color amarillo, textura medianamente firme a blanda, no muy jugoso, y con sabor azucarado que se vuelve más intenso a medida que maduran.

## Sinonimia
- "Prugna Rapparina",
- "Susino Rapparino",[2]
- "Rapparino di Monreale",
- "Susina Lazzarino".[4]

## Historia
'Rapparino' variedad de ciruela antigua variedad autóctona de la zona de Palermo, Sicilia (Italia). La Rapparina, un antiguo cultivar que se cultiva en Scillato, un pequeño municipio con una fuerte vocación agrícola situado en el "Parque de las Madonie", a unos setenta kilómetros de Palermo, así como en la zona de Monreale. Se dice que el nombre es una referencia dialectal a la forma que evoca un racimo de uvas, mientras que la tradición oral también elogia varias virtudes beneficiosas de este cultivar, especialmente para el sistema digestivo.
'Rapparino' está cultivada en bancos de germoplasma de cultivos vivos tal como en National Fruit Collection (Colección Nacional de Fruta) de Reino Unido con el número de accesión: 1958-071 y Nombre Accesión : Rapparino. Recibido por "The National Fruit Trials" (Probatorio Nacional de Fruta) procedente del vivero del « Instituto di Coltivazioni Arboree » Palermo (Italia), para evaluar sus características en 1958.

## Características
'Rapparino' es un árbol vigoroso y en sus ramas se forman varios “racimos” de ciruelas (este comportamiento lo indica el adjetivo dialectal "rapparino"-racimo de uvas). Es autofértil, la flor es medianamente grande y bien desarrollada. Tiene un 10% de floración para el 18 de abril, para el 22 de abril 80% de floración y para el 2 de mayo el 90% de caída de pétalos.
'Rapparino' tiene una talla de tamaño pequeño a mediano, de forma ovoidea miden unos 3,5 cm de diámetro, y con un peso promedio de 13.80gr; epidermis tiene una piel moderadamente gruesa, firme, de color amarillo verdoso a rojo púrpura cuando está completamente maduro, con una ligera capa de pruina blanquecina, con línea de sutura ligeramente pronunciada; pedúnculo de longitud promedio 8.01mm, fino; pulpa de color amarillo, textura medianamente firme a blanda, no muy jugoso, y con sabor azucarado que se vuelve más intenso a medida que maduran.
Hueso semi adherido a no adherido, pequeño compacto, alargado, asimétrico curvado, con el surco dorsal muy ancho y profundo, los laterales más superficiales, zona ventral sobresaliente, superficie rugosa.
Su tiempo de maduración varía según la región y las condiciones climáticas, maduración en la primera quincena del mes de agosto. Las frutas son óptimas para procesamiento en mermelada.

## Usos
La temporada de maduración es mediana. Los frutos tienen una excelente calidad destinada a la elaboración de compotas y mermeladas.